# António Domingos Pitra da Costa Neto
António Domingos Pitra da Costa Neto ist ein angolanischer Politiker der Movimento Popular de Libertação de Angola (MPLA).

## Leben
António Domingos Pitra da Costa Neto absolvierte nach dem Schulbesuch ein Studium im Fach Verwaltungsrecht, das er mit einem Lizenziat der Rechtswissenschaft abschloss. Er war danach als Jurist tätig. Bei der Wahl vom 23. August 2017 wurde er auf der Landesliste der Movimento Popular de Libertação de Angola (MPLA) erstmals zum Mitglied der Nationalversammlung (Assembleia Nacional) gewählt. Seit dem 28. September 2017 ist er dort Mitglied der 1. Parlamentskommission (1ª Comissão: Assuntos Constitucionais e Jurídicos), die für Verfassungsangelegenheiten und Recht zuständig ist.
Nachdem am 26. September 2017 João Lourenço als neuer Präsident von Angola vereidigt worden war, wurde er am 28. September 2017 zum Minister für öffentliche Verwaltung, Beschäftigung und soziale Sicherheit (Ministro da Administração Pública, Emprego e Segurança Social) in dessen Kabinett berufen. In dieses Kabinett wurde ferner Manuel Domingos Augusto als Außenminister sowie Salviano de Jesus Sequeira als Verteidigungsminister berufen, während Innenminister Ângelo de Barros da Veiga Tavares und Finanzminister Archer Mangueira ihre Ämter behielten.
António Domingos Pitra da Costa Neto ist ferner Mitglied des Politbüros sowie des Zentralkomitees der MPLA.